# Pöbelbach
Der Pöbelbach ist ein ungefähr 12,5 Kilometer langer, linker Zufluss der Roten Weißeritz im sächsischen Osterzgebirge.

## Verlauf
Der Pöbelbachs entspringt in einem anmoorigen Waldgebiet zwischen Pöbelknochen (833 m) und der Westflanke des Kahleberges auf dem Gemeindegebiet von Altenberg. Ein Teil seines Quellwassers wird dem Neugraben zugeführt, welcher ein Quellfluss der Roten Weißeritz ist. Über einen Abschlag unmittelbar nördlich der Staatsstraße 182 zwischen Altenberg und Rehefeld kann das gesamte Wasser des Neugrabens dem Pöbelbach zugeführt werden.
Der Oberlauf des Bachs hat sich in der Kontaktzone des Erzgebirgsgneises und dem Schellerhauer Granit tief eingegraben, wodurch die Talform steilwandig wurde. Im weiteren Verlauf bildet der Pöbelbach das Pöbeltal, in dem Anfang des 20. Jahrhunderts die Pöbeltalbahn eingerichtet werden sollte. In Schmiedeberg mündet das Gewässer von links in die Rote Weißeritz. Von der Ortslage Oberpöbel verläuft talabwärts eine Landstraße (S 183) bis nach Schmiedeberg.

## Name
Der Namensursprung ist nur schwer zu deuten. Es wird angenommen, dass er sich von einem slawischen Flurnamen ableitet und auf das Wort „popel“ (tschechisch) für „Asche“ hinweist, das im Zusammenhang mit einer früheren Pottaschebereitung durch Verbrennung von Holz verstanden werden kann.
Der Pöbelbach ist namensgebend für die Dippoldiswalder Ortsteile Oberpöbel und Niederpöbel und den Berg Pöbelknochen im Quellgebiet des Baches. Ehemalige Mühlen im Pöbelbachtal waren die Putzmühle und die Schichtmühle in Oberpöbel.

## Hochwasserrückhaltebecken Niederpöbel
Im April 2020 wurde nach neunjähriger Bauzeit das Hochwasserrückhaltebecken Niederpöbel fertiggestellt. Es hat eine Höhe von 28 m über der Talsohle und einen Gesamtstauraum von 1,2 Millionen m³. Der Pöbelbach wird im Rückhaltebecken nicht dauerhaft gestaut und unterquert den Damm in einem 65 m langen Tunnel.

## Galerie

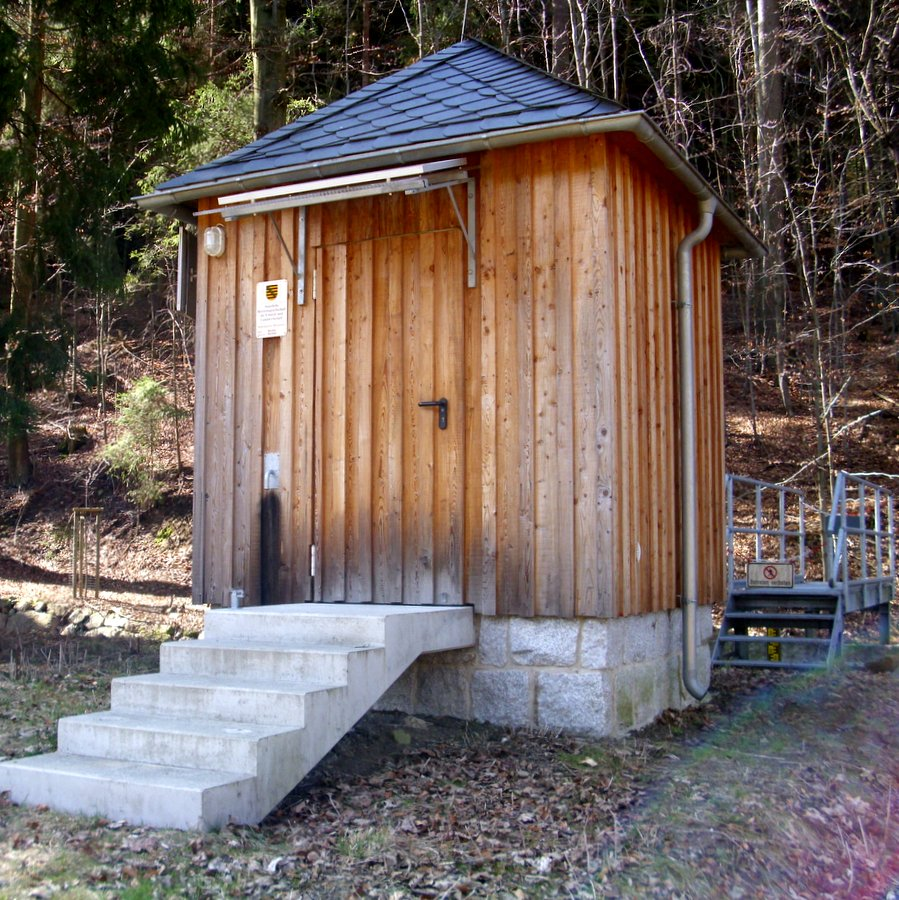
Pegelhaus Bärenfels
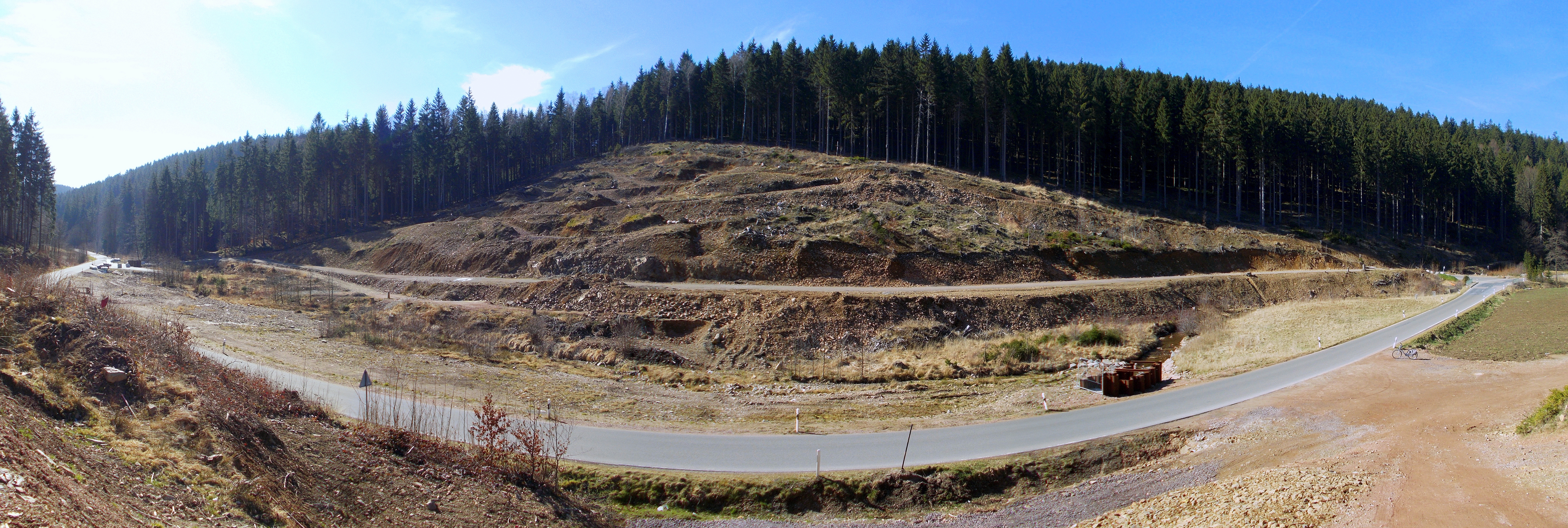
Baustelle für das Hochwasserrückhaltebecken (2014)
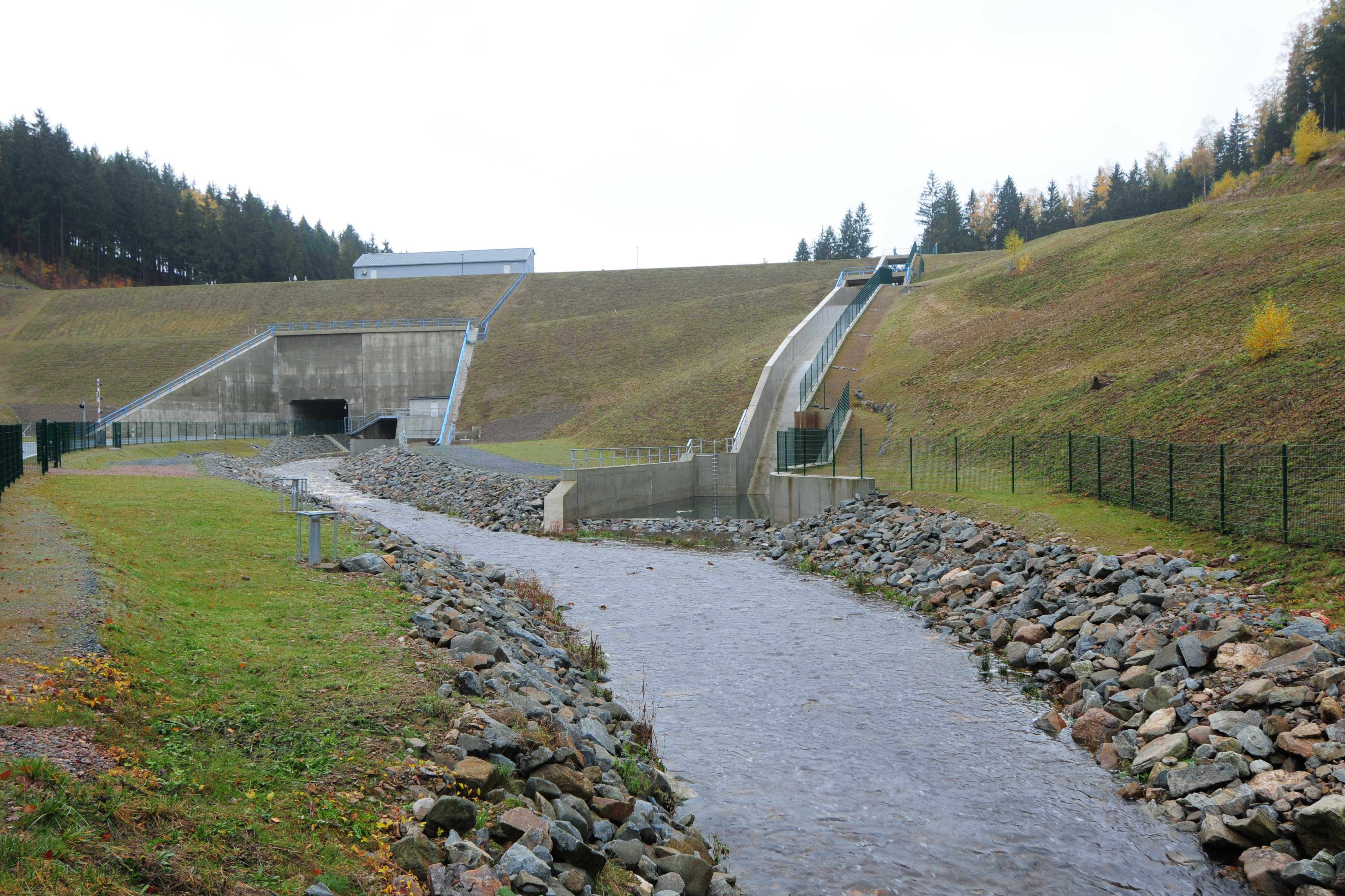
Hochwasserrückhaltebecken, Ansicht aus stromabwärtiger Position
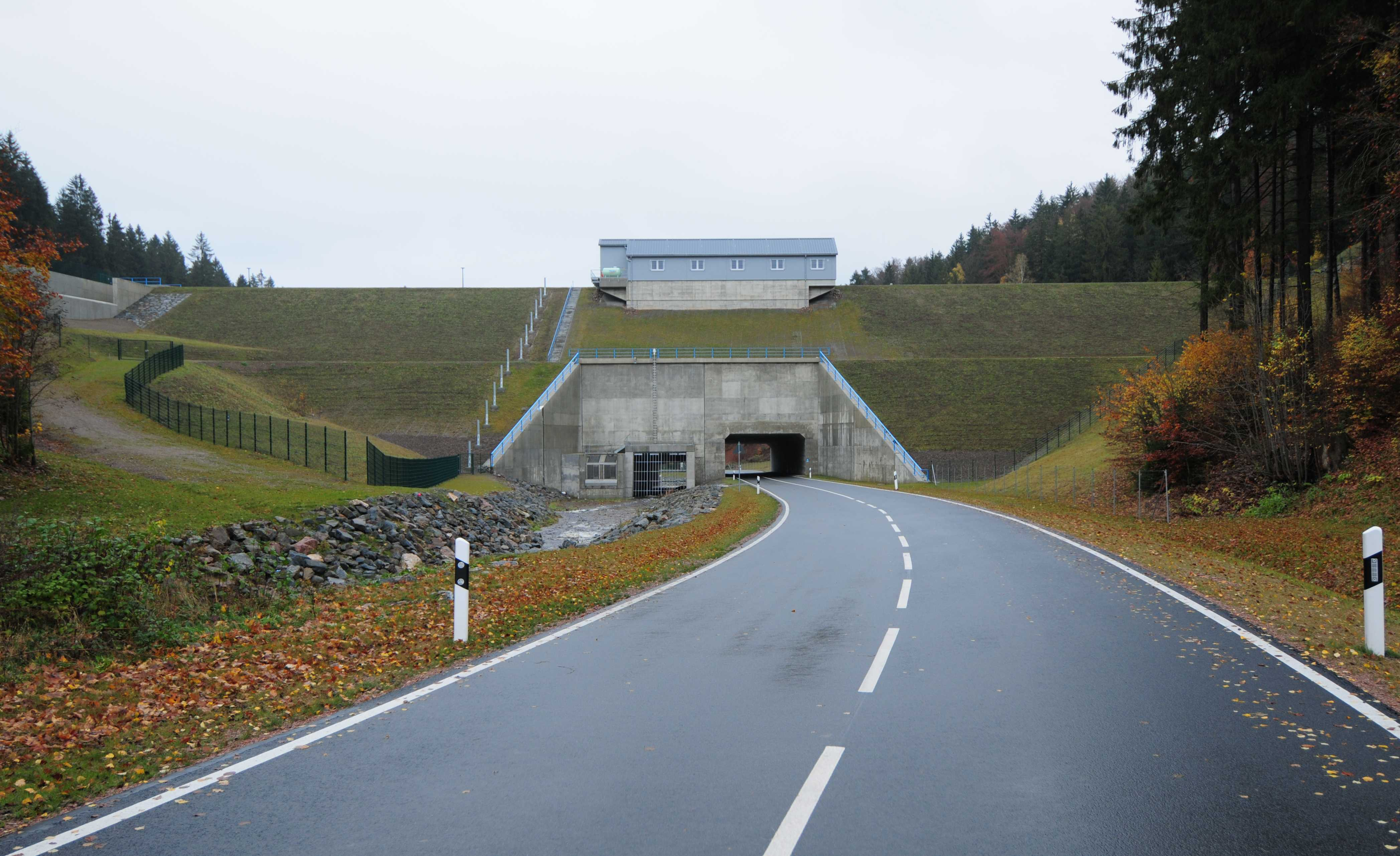
Hochwasserrückhaltebecken, Ansicht aus stromaufwärtiger Position